# Oldsmobile Aurora
Oldsmobile Aurora — полноразмерный люксовый автомобиль, выпускавшийся подразделением Oldsmobile компании General Motors с 1994 по 2003 год в двух поколениях.

## Первое поколение (1994—1999)
Производство Oldsmobile Aurora началось 24 января 1994 года и закончилось 25 июня 1999 года. Автомобиль имеет двухзонный климат-контроль, подушки безопасности со стороны водителя и пассажира на переднем сиденье, кожаные поверхности сидений, акценты в интерьере из натурального орехового дерева, аудиосистему с 6 динамиками и встроенной в приборную панель CD-кассетой и передние сиденья с электроприводом. Карпьютер, отображающий дату, текущий расход топлива и другую информацию, также был стандартным и монтировался в центре приборной панели, над заводским радиоприёмником и климат-контролем. Опции включали люк с электроприводом, усиленную аудиосистему премиум-класса Bose Acoustimass, подогрев передних сидений и пакет опций Autobahn.
Автомобиль оснащён 4,0-литровым бензиновым двигателем L47 V8 мощностью 186 кВт (250 л. с.) при 5600 об/мин и крутящим моментом 353 Н⋅м при 4400 об/мин, который сочетался в паре с четырёхступенчатой автоматической трансмиссией 4T80-E. Модифицированная версия двигателя развивала мощность 485 кВт (650 л. с.) и применялась в гоночных автомобилях. Коэффициент аэродинамического сопротивления составлял 0,32 Кд.
Первое поколение Oldsmobile Aurora производилось в Лейк-Орионе наряду с Buick LeSabre, Buick Park Avenue, Buick Riviera, Oldsmobile 88, Oldsmobile 98 и Pontiac Bonneville.

### Галерея
- 1995—1999 Oldsmobile Aurora
- 4.0 L V8 Aurora
- Вид сзади
- Вид спереди

### Производственные показатели
|      | Всего  |
| ---- | ------ |
| 1995 | 47,831 |
| 1996 | 22,257 |
| 1997 | 25,309 |
| 1998 | 17,920 |
| 1999 | *      |

*Производственные показатели за 1999 год не предоставлены

## Второе поколение (1999—2003)
Второе поколение Oldsmobile Aurora выпускалось с 1 ноября 1999 по 28 марта 2003 года. Кроме L47, автомобиль также оснащался 3,5-литровым двигателем LX5 V6 (с 2001 по 2002 год). Двигатели сочетались в паре с четырёхступенчатой автоматической трансмиссией 4T80-E или 4T65-E.

### Двигатели
- 2001—2002: LX5 3,5 л (212 кубических дюймов) V6, мощность 215 л.с. (160 кВт) при 5600 об/мин, крутящий момент 317 Н⋅м при 4400 об/мин.
- 2001—2003: L47 4.0 L (244 кубических дюйма) V8, мощность 250 л.с. (186 кВт) при 5600 об/мин, крутящий момент 353 Н⋅м при 4400 об/мин[19].

### Галерея
- 2001—2003 Oldsmobile Aurora
- 2002 Oldsmobile Aurora 3.5
- Вид сзади

## Производственные показатели
Производственные показатели всех поколений Oldsmobile Aurora:
| Модельный год    | Всего   |
| ---------------- | ------- |
| 1995             | 45,677  |
| 1996             | 22,349  |
| 1997             | 25,579  |
| 1998             | 23,955  |
| 1999             | 18,729  |
| 2001             | 53,640  |
| 2002             | 10,865  |
| 2003             | 7,217   |
| Первое поколение | 136,289 |
| Второе поколение | 71,722  |
| Всего            | 208,011 |

## Пейс-кар
Пейс-кар на базе Oldsmobile Aurora участвовал в гонке «500 миль Индианаполиса» в 1997 и 2000 годах. В начале гонки в 1997 году за рулём пейс-кара находился трёхкратный победитель Indy 500 Джонни Резерфорд. В начале гонки 2000 года пейс-каром управлял актёр Энтони Эдвардс. Это были, соответственно, девятый и десятый разы, когда Oldsmobile участвовал в гонке «500 миль Индианаполиса».